# Euphyllodromia prona
Euphyllodromia prona är en kackerlacksart som först beskrevs av Rehn, J. A. G. 1906.  Euphyllodromia prona ingår i släktet Euphyllodromia och familjen småkackerlackor.
Artens utbredningsområde är Guyana. Inga underarter finns listade i Catalogue of Life.